# 優質教育新資源
優質教育新資源是香港特別行政區第五屆政府於2017年5月提出的教育開支計劃，計劃每年動用50億港元提升香港的教育質素，當中包括調整中小學的師生比例，增加中小學的資訊科技人員，為特殊教育增撥資源，增加幼兒教育開支，以及為自資院校按學生人數提供津貼等措施。

## 提出建議
2017年香港特別行政區行政長官選舉進行期間，林鄭月娥於2017年2月3日以候選人身份提出政綱，表示會改善香港的教育，及後於2月13日發表將會每年增加50億元經常性教育開支。她聲稱香港政府每年的經常性開支，當中教育所佔的開支比例，由1997/98年度的百分之25逐步下降至2016/17年度的百分之21.5，只佔本地生產總值的百分之3.3，低於與香港相似的高收入經濟體，所以當選後會馬上增加教育開支。她又聲稱即使每年增加50億元，以2016/17年度教育經費為747億元作為基礎計算，增加幅度是百分之6.7，教育開支也只是佔政府經常性開支的百分之22.6，而且是回復到2012/13年度的水平。

## 諮詢及審議
2017年3月26日舉行的2017年香港特別行政區行政長官選舉，林鄭月娥當選成為行政長官，並開始籌組香港特別行政區第五屆政府。林鄭月娥在當選後表示會優先增加教育資源，並會就新增的50億元教育開支進行諮詢以便分配資源。林鄭月娥於5月23日提出，以學券形式資助於香港中學文憑試在四科核心科目考獲「3322」的中學畢業生，提供三萬元修讀自資學士學位課程，這是繼第四屆政府剛於2017年初的《施政報告》宣布，由2018/19學年起把「指定專業／界別課程資助計劃」恆常化後，政府又再度為自資院校投入公帑資源。林鄭月娥同時又建議，為符合入讀內高等地院校要求的學生，提供五千港元的學券津貼，以資助他們到內地升學。對於中小學的新增資源，林鄭月娥提出增加中、小學的班師比例各0.1，即小學一班有1.6名教師，初中有1.8名，高中則為2.1名。另外，所有公營中、小學均設一名特殊教育需要統籌主任，而所有特殊學校可獲津貼聘請職業和言語治療師。幼兒教育方面，用作資助資深幼師薪酬的免費幼稚園教育過渡期津貼，建議由2年延長至5年。首批新增教育資源的撥款涉及36億港元，並會於7月1日新政府上任後立即提交立法會審議，以便趕及立法會於7月休會前通過，令新增的教育資源可於2017/18年度的新學年實施。
2017年7月5日，政府公佈「優質教育新資源」的開支安排，將會於7月10日向立法會申請43億元的撥款，期望立法會通過後可於2017/18的學年落實建議。政府建議的43億元教育撥款，當中36億元是新增的經常性開支，另外7億元是用於幼稚園的非經常性開支。立法會經多個小時審議後，於2017年7月19日傍晚，在立法會於2016/17年度最後一次會議結束前，在43票贊成及3票反對下，通過撥款議案。

## 措施要點
於2017年7月19日通過的43億元的「優質教育新資源」撥款，當中36億元是新增的經常性開支，另外7億元是非經常性開支。

### 經常性開支
36億元經常性開支被分配予專上教育、公立及津貼中小學，以及特殊學校。

#### 專上教育
每年開支預算11.87億元。
為每名香港中學文憑試核心科考獲「3322」成績的中學畢業生提供3萬元，資助報讀15所認可自資院校的學士學位課程，受資助的學生只需繳交扣除資助後的學費，已入讀有關認可課程的合資格學生同樣可於新學年獲得資助。
為獲得內地高等院校取錄的中學畢業生提供每年5千港元資助。

#### 中學及小學
每年開支預算14.91億元。受政府津貼的中學及小學，師生比例增加0.1，令學校可增加教席。
每年開支預算3.28億元。受政府津貼的中學及小學，每所每年可獲2萬5千元津貼增加資訊科技人員。

#### 特殊教育
每年開支預算6.03億元。受政府津貼的中學及小學，各增設特殊教育統籌主任一名，特殊學校可獲增加特殊教育教席及醫療人員。

### 非經常性開支
7億元非經常性開支被分配予幼稚園。延長教師薪酬「過渡期津貼」，由原計劃的2年延長至5年，直至2021/22學年。